# Bisagnimutt, Chikmagalur
Bisagnimutt là một làng thuộc tehsil Chikmagalur, huyện Chikmagalur, bang Karnataka, Ấn Độ.